# Campeonato de Primera A 2015-16 (ACF)
La temporada 2016/17 de la Primera A fue la nonagésima séptima (97a) edición de la primera categoría de la Asociación Cruceña de Fútbol. Se dividió en dos etapas: la primera, que fue una etapa de clasificación (que consta de dos ruedas), y un hexagonal final.
El campeón fue Real América, club que obtuvo su segundo título en esta categoría luego de derrotar por penales a Destroyers en la final.

## Formato
Esta temporada se dividió en dos etapas: la etapa de clasificación y la liguilla final.
La etapa de clasificación se disputa en dos ruedas. La clasificación final se establece teniendo en cuenta los puntos obtenidos en cada enfrentamiento, a razón de tres por partido ganado, uno por empate y ninguno en caso de derrota. Los primeros seis ubicados al finalizar las dos ruedas acceden directamente a la liguilla final.
Los dos primeros ubicados en esta última juegan un partido extra, el ganador se corona campeón de la temporada y clasifica al Copa Simón Bolívar 2016-17, mientras que el perdedor clasifica a la Copa Bolivia 2016.

## Equipos participantes
| Club                | Ciudad                  | Estadio                         | Capacidad | Fundación                          | 2015/16        |
| ------------------- | ----------------------- | ------------------------------- | --------- | ---------------------------------- | -------------- |
| 24 de Septiembre    | Santa Cruz de la Sierra | -                               | -         | 24 de septiembre de 1969           | 10°            |
| Argentinos Juniors  | Santa Cruz de la Sierra | -                               | -         | 24 de abril de 1975                | 12°            |
| Calleja             | Santa Cruz de la Sierra | -                               | -         | 1966                               | 11°            |
| Cooper              | Santa Cruz de la Sierra | -                               | -         | 12 de julio de 1980                | -              |
| Destroyers          | Santa Cruz de la Sierra | Estadio Ramón Tahuichi Aguilera | 38.500    | 14 de septiembre de 1948           | 4°             |
| El Torno FC         | El Torno                | Estadio Municipal El Torno      | ¿?        | 23 de enero de 2005                | 9°             |
| Ferroviario         | Santa Cruz de la Sierra | -                               | -         | 16 de junio de 1968                | (Primera B) 1° |
| Guabirá             | Montero                 | Estadio Gilberto Parada         | 18.000    | 14 de abril de 1962                | 1°             |
| Libertad            | Santa Cruz de la Sierra | -                               | -         | 27 de mayo de 1965                 | 6°             |
| Oriente Petrolero B | Santa Cruz de la Sierra | Estadio Ramón Tahuichi Aguilera | 38.500    | 5 de noviembre de 1955             | 5°             |
| Real América        | Santa Cruz de la Sierra | -                               | -         | 12 de octubre de 1968              | 8°             |
| Real Santa Cruz     | Santa Cruz de la Sierra | Estadio Juan Carlos Durán       | 25.000    | 3 de mayo de 1962                  | 7°             |
| Royal Pari FC       | Santa Cruz de la Sierra | -                               | -         | 14 de septiembre de 2013 (refund.) | 2°             |
| Universidad         | Santa Cruz de la Sierra | -                               | -         | 24 de abril de 1954                | 3°             |

## Ascensos y descensos
| Posición | Equipos ascendidos de Primera B 2015-16 |
| -------- | --------------------------------------- |
| 1º       | Ferroviario                             |

| Posición | Equipos descendidos de Primera A 2015-16 |
| -------- | ---------------------------------------- |
| 12º      | Máquina Vieja                            |

## Primera etapa

### Tabla de posiciones
| Pos. | Equipo              | Pts. | PJ | PG | PE | PP | GF | GC | Dif. |
| ---- | ------------------- | ---- | -- | -- | -- | -- | -- | -- | ---- |
| 01.º | Real América        | 55   | 26 | 17 | 4  | 5  | 46 | 21 | 25   |
| 02.º | Argentinos Juniors  | 47   | 26 | 14 | 5  | 7  | 39 | 28 | 11   |
| 03.º | Destroyers          | 46   | 26 | 13 | 7  | 6  | 43 | 21 | 22   |
| 04.º | Guabirá*            | 43   | 26 | 12 | 7  | 7  | 34 | 25 | 9    |
| 05.º | Oriente Petrolero B | 39   | 26 | 10 | 9  | 7  | 40 | 30 | 10   |
| 06.º | El Torno FC         | 39   | 26 | 11 | 6  | 9  | 46 | 41 | 5    |
| 07.º | Royal Pari FC       | 39   | 26 | 11 | 6  | 9  | 41 | 50 | −9   |
| 08.º | Real Santa Cruz     | 37   | 26 | 9  | 10 | 7  | 36 | 22 | 14   |
| 09.º | Calleja             | 34   | 26 | 9  | 7  | 10 | 33 | 36 | −3   |
| 10.º | Universidad         | 30   | 26 | 8  | 6  | 12 | 34 | 39 | −5   |
| 11.º | 24 de Septiembre    | 25   | 26 | 7  | 4  | 15 | 28 | 42 | −14  |
| 12.º | Ferroviario         | 24   | 26 | 6  | 6  | 14 | 37 | 57 | −20  |
| 13.º | Cooper              | 21   | 26 | 5  | 6  | 15 | 29 | 50 | −21  |
| 14.º | Libertad            | 19   | 26 | 3  | 10 | 13 | 30 | 55 | −25  |

|  | Clasifican para la liguilla final. |
|  | Desciende a Primera B 2016-17.     |

### Primera rueda
Los horarios son correspondientes al horario de Bolivia (UTC-4).
| Argentinos Jrs.  | 1 - 0 Archivado el 30 de abril de 2017 en Wayback Machine. | Cooper                | Municipal El Torno      | 12 de septiembre | ¿? |
| Real Santa Cruz  | 0 - 1 Archivado el 30 de abril de 2017 en Wayback Machine. | Universidad           | Juan Carlos Durán       | 12 de septiembre | ¿? |
| El Torno FC      | 0 - 3 Archivado el 30 de abril de 2017 en Wayback Machine. | Destroyers            | Municipal El Torno      | 12 de septiembre | ¿? |
| Real América     | 3 - 0 Archivado el 30 de abril de 2017 en Wayback Machine. | Royal Pari            | Samuel Vaca Jiménez     | 13 de septiembre | ¿? |
| Guabirá          | 3 - 0 Archivado el 30 de abril de 2017 en Wayback Machine. | Ferroviario           | Gilberto Parada         | 13 de septiembre | ¿? |
| Calleja          | 2 - 1 Archivado el 30 de abril de 2017 en Wayback Machine. | Oriente Petrolero "B" | Ramón Tahuichi Aguilera | 14 de septiembre | ¿? |
| 24 de Septiembre | 1 - 3 Archivado el 30 de abril de 2017 en Wayback Machine. | Libertad              | Ramón Tahuichi Aguilera | 14 de septiembre | ¿? |

| Cooper                | 0 - 4 Archivado el 30 de abril de 2017 en Wayback Machine. | Real Santa Cruz  | Municipal El Torno      | 19 de septiembre | ¿? |
| Oriente Petrolero "B" | 1 - 2 Archivado el 30 de abril de 2017 en Wayback Machine. | 24 de Septiembre | Municipal El Torno      | 19 de septiembre | ¿? |
| Libertad              | 1 - 2 Archivado el 30 de abril de 2017 en Wayback Machine. | El Torno FC      | Municipal El Torno      | 19 de septiembre | ¿? |
| Ferroviario           | 1 - 3 Archivado el 30 de abril de 2017 en Wayback Machine. | Argentinos Jrs.  | Samuel Vaca Jiménez     | 20 de septiembre | ¿? |
| Calleja               | 0 - 1 Archivado el 30 de abril de 2017 en Wayback Machine. | Real América     | Samuel Vaca Jiménez     | 20 de septiembre | ¿? |
| Royal Pari            | 2 - 3 Archivado el 30 de abril de 2017 en Wayback Machine. | Guabirá          | Ramón Tahuichi Aguilera | 21 de septiembre | ¿? |
| Destroyers            | 1 - 2 Archivado el 30 de abril de 2017 en Wayback Machine. | Universidad      | Ramón Tahuichi Aguilera | 21 de septiembre | ¿? |

| 24 de Septiembre | 0 - 1 Archivado el 1 de mayo de 2017 en Wayback Machine. | Real América          | Samuel Vaca Jiménez     | 25 de septiembre | ¿? |
| Argentinos Jrs.  | 3 - 1 Archivado el 1 de mayo de 2017 en Wayback Machine. | Royal Pari            | Juan Carlos Durán       | 26 de septiembre | ¿? |
| Real Santa Cruz  | 0 - 0 Archivado el 1 de mayo de 2017 en Wayback Machine. | Destroyers            | Juan Carlos Durán       | 26 de septiembre | ¿? |
| El Torno FC      | 1 - 1 Archivado el 1 de mayo de 2017 en Wayback Machine. | Oriente Petrolero "B" | Municipal El Torno      | 26 de septiembre | ¿? |
| Guabirá          | 2 - 0 Archivado el 1 de mayo de 2017 en Wayback Machine. | Calleja               | Gilberto Parada         | 27 de septiembre | ¿? |
| Cooper           | 2 - 1 Archivado el 1 de mayo de 2017 en Wayback Machine. | Ferroviario           | Ramón Tahuichi Aguilera | 28 de septiembre | ¿? |
| Libertad         | 2 - 2 Archivado el 1 de mayo de 2017 en Wayback Machine. | Universidad           | Ramón Tahuichi Aguilera | 28 de septiembre | ¿? |

| Ferroviario           | 1 - 2 Archivado el 1 de mayo de 2017 en Wayback Machine.                                                | Real Santa Cruz | Juan Carlos Durán       | 3 de octubre  | ¿? |
| Libertad              | 1 - 1 Archivado el 1 de mayo de 2017 en Wayback Machine.                                                | Destroyers      | Samuel Vaca Jiménez     | 4 de octubre  | ¿? |
| Real América          | 2 - 1 Archivado el 1 de mayo de 2017 en Wayback Machine.                                                | El Torno FC     | Samuel Vaca Jiménez     | 4 de octubre  | ¿? |
| Oriente Petrolero "B" | 3 - 2 (enlace roto disponible en Internet Archive; véase el historial, la primera versión y la última). | Universidad     | Samuel Vaca Jiménez     | 5 de octubre  | ¿? |
| Calleja               | 1 - 3 (enlace roto disponible en Internet Archive; véase el historial, la primera versión y la última). | Argentinos Jrs. | Ramón Tahuichi Aguilera | 5 de octubre  | ¿? |
| 24 de Septiembre      | 0 - 1 (enlace roto disponible en Internet Archive; véase el historial, la primera versión y la última). | Guabirá         | Ramón Tahuichi Aguilera | 5 de octubre  | ¿? |
| Royal Pari            | 4 - 2 Archivado el 1 de mayo de 2017 en Wayback Machine.                                                | Cooper          | Ramón Tahuichi Aguilera | 23 de febrero | ¿? |

| Argentinos Jrs. | 1 - 0 (enlace roto disponible en Internet Archive; véase el historial, la primera versión y la última). | 24 de Septiembre      | Juan Carlos Durán       | 10 de octubre   | ¿? |
| Cooper          | 1 - 3 (enlace roto disponible en Internet Archive; véase el historial, la primera versión y la última). | Calleja               | Municipal El Torno      | 10 de octubre   | ¿? |
| El Torno FC     | 0 - 2 (enlace roto disponible en Internet Archive; véase el historial, la primera versión y la última). | Guabirá               | Municipal El Torno      | 10 de octubre   | ¿? |
| Real Santa Cruz | 0 - 0 (enlace roto disponible en Internet Archive; véase el historial, la primera versión y la última). | Libertad              | Juan Carlos Durán       | 10 de octubre   | ¿? |
| Destroyers      | 0 - 2 (enlace roto disponible en Internet Archive; véase el historial, la primera versión y la última). | Oriente Petrolero "B" | Ramón Tahuichi Aguilera | 12 de octubre   | ¿? |
| Universidad     | 1 - 5 (enlace roto disponible en Internet Archive; véase el historial, la primera versión y la última). | Real América          | Ramón Tahuichi Aguilera | 12 de octubre   | ¿? |
| Ferroviario     | 1 - 2 (enlace roto disponible en Internet Archive; véase el historial, la primera versión y la última). | Royal Pari            | Ramón Tahuichi Aguilera | 12 de noviembre | ¿? |

| Guabirá               | 1 - 1 (enlace roto disponible en Internet Archive; véase el historial, la primera versión y la última). | Universidad      | Gilberto Parada         | 1 de octubre  | ¿? |
| Oriente Petrolero "B" | 4 - 1 (enlace roto disponible en Internet Archive; véase el historial, la primera versión y la última). | Libertad         | Municipal El Torno      | 17 de octubre | ¿? |
| El Torno FC           | 2 - 1 (enlace roto disponible en Internet Archive; véase el historial, la primera versión y la última). | Argentinos Jrs.  | Municipal El Torno      | 17 de octubre | ¿? |
| Real América          | 2 - 2 (enlace roto disponible en Internet Archive; véase el historial, la primera versión y la última). | Destroyers       | Samuel Vaca Jiménez     | 18 de octubre | ¿? |
| Calleja               | 4 - 1 (enlace roto disponible en Internet Archive; véase el historial, la primera versión y la última). | Ferroviario      | Ramón Tahuichi Aguilera | 19 de octubre | ¿? |
| Cooper                | 4 - 1 (enlace roto disponible en Internet Archive; véase el historial, la primera versión y la última). | 24 de Septiembre | Ramón Tahuichi Aguilera | 19 de octubre | ¿? |
| Royal Pari            | 1 - 8 (enlace roto disponible en Internet Archive; véase el historial, la primera versión y la última). | Real Santa Cruz  | Juan Carlos Durán       | 21 de octubre | ¿? |

| Ferroviario     | 3 - 2 (enlace roto disponible en Internet Archive; véase el historial, la primera versión y la última). | 24 de Septiembre      | Municipal El Torno      | 24 de octubre   | ¿? |
| Cooper          | 3 - 5 (enlace roto disponible en Internet Archive; véase el historial, la primera versión y la última). | El Torno FC           | Municipal El Torno      | 24 de octubre   | ¿? |
| Universidad     | 1 - 1 (enlace roto disponible en Internet Archive; véase el historial, la primera versión y la última). | Argentinos Jrs.       | Juan Carlos Durán       | 25 de octubre   | ¿? |
| Real Santa Cruz | 1 - 1 (enlace roto disponible en Internet Archive; véase el historial, la primera versión y la última). | Oriente Petrolero "B" | Juan Carlos Durán       | 25 de octubre   | ¿? |
| Libertad        | 2 - 1 (enlace roto disponible en Internet Archive; véase el historial, la primera versión y la última). | Real América          | Ramón Tahuichi Aguilera | 26 de octubre   | ¿? |
| Destroyers      | 2 - 0 (enlace roto disponible en Internet Archive; véase el historial, la primera versión y la última). | Guabirá               | Ramón Tahuichi Aguilera | 26 de octubre   | ¿? |
| Calleja         | 1 - 1 (enlace roto disponible en Internet Archive; véase el historial, la primera versión y la última). | Royal Pari            | Municipal El Torno      | 19 de diciembre | ¿? |

| 24 de Septiembre | 2 - 4 (enlace roto disponible en Internet Archive; véase el historial, la primera versión y la última). | Royal Pari            | Ramón Tahuichi Aguilera | 24 de septiembre | ¿? |
| Argentinos Jrs.  | 1 - 0 (enlace roto disponible en Internet Archive; véase el historial, la primera versión y la última). | Destroyers            | Municipal El Torno      | 31 de octubre    | ¿? |
| Real América     | 1 - 0 (enlace roto disponible en Internet Archive; véase el historial, la primera versión y la última). | Oriente Petrolero "B" | Samuel Vaca Jiménez     | 31 de octubre    | ¿? |
| El Torno FC      | 2 - 0 (enlace roto disponible en Internet Archive; véase el historial, la primera versión y la última). | Ferroviario           | Municipal El Torno      | 31 de octubre    | ¿? |
| Universidad      | 2 - 1 (enlace roto disponible en Internet Archive; véase el historial, la primera versión y la última). | Cooper                | Municipal El Torno      | 12 de diciembre  | ¿? |
| Calleja          | 0 - 0 (enlace roto disponible en Internet Archive; véase el historial, la primera versión y la última). | Real Santa Cruz       | Juan Carlos Durán       | 15 de diciembre  | ¿? |
| Guabirá          | 1 - 0 (enlace roto disponible en Internet Archive; véase el historial, la primera versión y la última). | Libertad              | Gilberto Parada         | 19 de diciembre  | ¿? |

| Ferroviario           | 2 - 5 (enlace roto disponible en Internet Archive; véase el historial, la primera versión y la última). | Universidad      | Samuel Vaca Jiménez     | 7 de noviembre  | ¿? |
| Real América          | 2 - 1 (enlace roto disponible en Internet Archive; véase el historial, la primera versión y la última). | Real Santa Cruz  | Samuel Vaca Jiménez     | 7 de noviembre  | ¿? |
| Cooper                | 0 - 0 (enlace roto disponible en Internet Archive; véase el historial, la primera versión y la última). | Destroyers       | Ramón Tahuichi Aguilera | 9 de noviembre  | ¿? |
| Libertad              | 0 - 2 (enlace roto disponible en Internet Archive; véase el historial, la primera versión y la última). | Argentinos Jrs.  | Ramón Tahuichi Aguilera | 9 de noviembre  | ¿? |
| El Torno FC           | 2 - 3 (enlace roto disponible en Internet Archive; véase el historial, la primera versión y la última). | Royal Pari       | Municipal El Torno      | 10 de noviembre | ¿? |
| Calleja               | 0 - 3 (enlace roto disponible en Internet Archive; véase el historial, la primera versión y la última). | 24 de Septiembre | Ramón Tahuichi Aguilera | 12 de noviembre | ¿? |
| Oriente Petrolero "B" | 2 - 4 (enlace roto disponible en Internet Archive; véase el historial, la primera versión y la última). | Guabirá          | Ramón Tahuichi Aguilera | 23 de febrero   | ¿? |

| Guabirá         | 2 - 1 (enlace roto disponible en Internet Archive; véase el historial, la primera versión y la última). | Real América          | Gilberto Parada         | 15 de noviembre | ¿? |
| El Torno FC     | 1 - 1 (enlace roto disponible en Internet Archive; véase el historial, la primera versión y la última). | Calleja               | Municipal El Torno      | 15 de noviembre | ¿? |
| Cooper          | 1 - 1 (enlace roto disponible en Internet Archive; véase el historial, la primera versión y la última). | Libertad              | Municipal El Torno      | 15 de noviembre | ¿? |
| Argentinos Jrs. | 2 - 2 (enlace roto disponible en Internet Archive; véase el historial, la primera versión y la última). | Oriente Petrolero "B" | Juan Carlos Durán       | 15 de noviembre | ¿? |
| Real Santa Cruz | 1 - 2 (enlace roto disponible en Internet Archive; véase el historial, la primera versión y la última). | 24 de Septiembre      | Juan Carlos Durán       | 15 de noviembre | ¿? |
| Universidad     | 1 - 2 (enlace roto disponible en Internet Archive; véase el historial, la primera versión y la última). | Royal Pari            | Ramón Tahuichi Aguilera | 16 de noviembre | ¿? |
| Destroyers      | 2 - 0 (enlace roto disponible en Internet Archive; véase el historial, la primera versión y la última). | Ferroviario           | Ramón Tahuichi Aguilera | 16 de noviembre | ¿? |

| Oriente Petrolero "B" | 1 - 1 (enlace roto disponible en Internet Archive; véase el historial, la primera versión y la última). | Cooper          | Samuel Vaca Jiménez     | 21 de noviembre | ¿? |
| Real América          | 1 - 0 (enlace roto disponible en Internet Archive; véase el historial, la primera versión y la última). | Argentinos Jrs. | Samuel Vaca Jiménez     | 21 de noviembre | ¿? |
| Calleja               | 3 - 2 (enlace roto disponible en Internet Archive; véase el historial, la primera versión y la última). | Universidad     | Samuel Vaca Jiménez     | 22 de noviembre | ¿? |
| Libertad              | 5 - 5 (enlace roto disponible en Internet Archive; véase el historial, la primera versión y la última). | Ferroviario     | Samuel Vaca Jiménez     | 22 de noviembre | ¿? |
| 24 de Septiembre      | 1 - 2 (enlace roto disponible en Internet Archive; véase el historial, la primera versión y la última). | El Torno FC     | Ramón Tahuichi Aguilera | 23 de noviembre | ¿? |
| Royal Pari            | 0 - 5 (enlace roto disponible en Internet Archive; véase el historial, la primera versión y la última). | Destroyers      | Juan Carlos Durán       | 26 de noviembre | ¿? |
| Real Santa Cruz       | 2 - 3 (enlace roto disponible en Internet Archive; véase el historial, la primera versión y la última). | Guabirá         | Juan Carlos Durán       | 26 de noviembre | ¿? |

| El Torno FC | 2 - 2 (enlace roto disponible en Internet Archive; véase el historial, la primera versión y la última). | Real Santa Cruz       | Municipal El Torno      | 26 de noviembre | ¿? |
| Universidad | 1 - 0 (enlace roto disponible en Internet Archive; véase el historial, la primera versión y la última). | 24 de Septiembre      | Municipal El Torno      | 28 de noviembre | ¿? |
| Guabirá     | 1 - 2 (enlace roto disponible en Internet Archive; véase el historial, la primera versión y la última). | Argentinos Jrs.       | Gilberto Parada         | 29 de noviembre | ¿? |
| Cooper      | 1 - 3 (enlace roto disponible en Internet Archive; véase el historial, la primera versión y la última). | Real América          | Ramón Tahuichi Aguilera | 30 de noviembre | ¿? |
| Libertad    | 1 - 2 (enlace roto disponible en Internet Archive; véase el historial, la primera versión y la última). | Royal Pari            | Municipal El Torno      | 2 de diciembre  | ¿? |
| Calleja     | 0 - 0 (enlace roto disponible en Internet Archive; véase el historial, la primera versión y la última). | Destroyers            | Samuel Vaca Jiménez     | 3 de diciembre  | ¿? |
| Ferroviario | 1 - 1 (enlace roto disponible en Internet Archive; véase el historial, la primera versión y la última). | Oriente Petrolero "B" | Samuel Vaca Jiménez     | 3 de diciembre  | ¿? |

| El Torno FC           | 2 - 1 (enlace roto disponible en Internet Archive; véase el historial, la primera versión y la última). | Universidad     | Municipal El Torno          | 5 de diciembre | ¿? |
| Ferroviario           | 2 - 2 (enlace roto disponible en Internet Archive; véase el historial, la primera versión y la última). | Real América    | Samuel Vaca Jiménez         | 5 de diciembre | ¿? |
| Real Santa Cruz       | 0 - 3 (enlace roto disponible en Internet Archive; véase el historial, la primera versión y la última). | Argentinos Jrs. | Juan Carlos Durán           | 7 de diciembre | ¿? |
| 24 de Septiembre      | 1 - 0 (enlace roto disponible en Internet Archive; véase el historial, la primera versión y la última). | Destroyers      | Ramón Tahuichi Aguilera     | 7 de diciembre | ¿? |
| Calleja               | 1 - 1 (enlace roto disponible en Internet Archive; véase el historial, la primera versión y la última). | Libertad        | Ramón Tahuichi Aguilera     | 7 de diciembre | ¿? |
| Guabirá               | 3 - 0 (enlace roto disponible en Internet Archive; véase el historial, la primera versión y la última). | Cooper          | Gilberto Parada             | 18 de febrero  | ¿? |
| Oriente Petrolero "B" | 4 - 0 Archivado el 13 de enero de 2017 en Wayback Machine.                                              | Royal Pari      | Eduardo Guilarte Montenegro | 18 de febrero  | ¿? |

### Segunda rueda
| Cooper                | 1 - 1 (enlace roto disponible en Internet Archive; véase el historial, la primera versión y la última). | Argentinos Jrs.  | Municipal Villa 1.º de Mayo | 5 de marzo  | ¿? |
| Libertad              | 0 - 2 (enlace roto disponible en Internet Archive; véase el historial, la primera versión y la última). | 24 de Septiembre | Municipal Villa 1.º de Mayo | 5 de marzo  | ¿? |
| Destroyers            | 3 - 1 (enlace roto disponible en Internet Archive; véase el historial, la primera versión y la última). | El Torno FC      | Municipal La Guardia        | 5 de marzo  | ¿? |
| Universidad           | 1 - 1 (enlace roto disponible en Internet Archive; véase el historial, la primera versión y la última). | Real Santa Cruz  | Ramón Tahuichi Aguilera     | 7 de marzo  | ¿? |
| Oriente Petrolero "B" | 1 - 0 (enlace roto disponible en Internet Archive; véase el historial, la primera versión y la última). | Calleja          | Ramón Tahuichi Aguilera     | 7 de marzo  | ¿? |
| Ferroviario           | 1 - 0 (enlace roto disponible en Internet Archive; véase el historial, la primera versión y la última). | Guabirá          | Municipal Villa 1.º de Mayo | 16 de marzo | ¿? |
| Royal Pari            | 0 - 0 (enlace roto disponible en Internet Archive; véase el historial, la primera versión y la última). | Real América     | Municipal Villa 1.º de Mayo | 16 de marzo | ¿? |

| Real Santa Cruz  | 3 - 0 (enlace roto disponible en Internet Archive; véase el historial, la primera versión y la última). | Cooper                | Juan Carlos Durán           | 12 de marzo | ¿? |
| Universidad      | 1 - 2 (enlace roto disponible en Internet Archive; véase el historial, la primera versión y la última). | Destroyers            | Municipal Villa 1.º de Mayo | 12 de marzo | ¿? |
| Argentinos Jrs.  | 1 - 0 (enlace roto disponible en Internet Archive; véase el historial, la primera versión y la última). | Ferroviario           | Municipal Villa 1.º de Mayo | 12 de marzo | ¿? |
| Real América     | 3 - 1 (enlace roto disponible en Internet Archive; véase el historial, la primera versión y la última). | Calleja               | Municipal El Torno          | 12 de marzo | ¿? |
| Libertad         | 2 - 2 (enlace roto disponible en Internet Archive; véase el historial, la primera versión y la última). | El Torno FC           | Ramón Tahuichi Aguilera     | 14 de marzo | ¿? |
| 24 de Septiembre | 1 - 1 (enlace roto disponible en Internet Archive; véase el historial, la primera versión y la última). | Oriente Petrolero "B" | Ramón Tahuichi Aguilera     | 14 de marzo | ¿? |
| Guabirá          | 2 - 2 (enlace roto disponible en Internet Archive; véase el historial, la primera versión y la última). | Royal Pari            | Gilberto Parada             | 21 de abril | ¿? |

| Destroyers            | 1 - 2 (enlace roto disponible en Internet Archive; véase el historial, la primera versión y la última). | Real Santa Cruz  | Municipal La Guardia        | 19 de marzo | ¿? |
| Real América          | 2 - 0 (enlace roto disponible en Internet Archive; véase el historial, la primera versión y la última). | 24 de Septiembre | Municipal Villa 1.º de Mayo | 19 de marzo | ¿? |
| Oriente Petrolero "B" | 3 - 1 (enlace roto disponible en Internet Archive; véase el historial, la primera versión y la última). | El Torno FC      | Municipal Villa 1.º de Mayo | 19 de marzo | ¿? |
| Ferroviario           | 1 - 0 (enlace roto disponible en Internet Archive; véase el historial, la primera versión y la última). | Cooper           | Ramón Tahuichi Aguilera     | 21 de marzo | ¿? |
| Universidad           | 2 - 1 (enlace roto disponible en Internet Archive; véase el historial, la primera versión y la última). | Libertad         | Ramón Tahuichi Aguilera     | 21 de marzo | ¿? |
| Royal Pari            | 2 - 0 (enlace roto disponible en Internet Archive; véase el historial, la primera versión y la última). | Argentinos Jrs.  | Juan Carlos Durán           | 31 de marzo | ¿? |
| Calleja               | 1 - 3 (enlace roto disponible en Internet Archive; véase el historial, la primera versión y la última). | Guabirá          | Juan Carlos Durán           | 31 de marzo | ¿? |

| Real Santa Cruz | 0 - 0 (enlace roto disponible en Internet Archive; véase el historial, la primera versión y la última). | Ferroviario           | Municipal Villa 1.º de Mayo | 26 de marzo | ¿? |
| Destroyers      | 5 - 0 (enlace roto disponible en Internet Archive; véase el historial, la primera versión y la última). | Libertad              | Municipal La Guardia        | 26 de marzo | ¿? |
| Argentinos Jrs. | 2 - 0 (enlace roto disponible en Internet Archive; véase el historial, la primera versión y la última). | Calleja               | Municipal Villa 1.º de Mayo | 26 de marzo | ¿? |
| El Torno FC     | 1 - 2 (enlace roto disponible en Internet Archive; véase el historial, la primera versión y la última). | Real América          | Municipal El Torno          | 26 de marzo | ¿? |
| Cooper          | 2 - 3 (enlace roto disponible en Internet Archive; véase el historial, la primera versión y la última). | Royal Pari            | Ramón Tahuichi Aguilera     | 29 de marzo | ¿? |
| Guabirá         | 1 - 1 (enlace roto disponible en Internet Archive; véase el historial, la primera versión y la última). | 24 de Septiembre      | Gilberto Parada             | 29 de marzo | ¿? |
| Universidad     | 0 - 1 (enlace roto disponible en Internet Archive; véase el historial, la primera versión y la última). | Oriente Petrolero "B" | Ramón Tahuichi Aguilera     | 29 de marzo | ¿? |

| Royal Pari            | 3 - 2 (enlace roto disponible en Internet Archive; véase el historial, la primera versión y la última). | Ferroviario     | Juan Carlos Durán       | 2 de abril | ¿? |
| Libertad              | 0 - 1 (enlace roto disponible en Internet Archive; véase el historial, la primera versión y la última). | Real Santa Cruz | Juan Carlos Durán       | 2 de abril | ¿? |
| Calleja               | 1 - 0 (enlace roto disponible en Internet Archive; véase el historial, la primera versión y la última). | Cooper          | Samuel Vaca Jiménez     | 3 de abril | ¿? |
| Real América          | 1 - 1 (enlace roto disponible en Internet Archive; véase el historial, la primera versión y la última). | Universidad     | Samuel Vaca Jiménez     | 3 de abril | ¿? |
| Guabirá               | 1 - 0 (enlace roto disponible en Internet Archive; véase el historial, la primera versión y la última). | El Torno FC     | Gilberto Parada         | 3 de abril | ¿? |
| Oriente Petrolero "B" | 0 - 1 (enlace roto disponible en Internet Archive; véase el historial, la primera versión y la última). | Destroyers      | Ramón Tahuichi Aguilera | 4 de abril | ¿? |
| 24 de Septiembre      | 1 - 1 (enlace roto disponible en Internet Archive; véase el historial, la primera versión y la última). | Argentinos Jrs. | Ramón Tahuichi Aguilera | 4 de abril | ¿? |

| Destroyers       | 0 - 1 (enlace roto disponible en Internet Archive; véase el historial, la primera versión y la última). | Real América          | Municipal La Guardia        | 9 de abril  | ¿? |
| Argentinos Jrs.  | 1 - 3 (enlace roto disponible en Internet Archive; véase el historial, la primera versión y la última). | El Torno FC           | Municipal Villa 1.º de Mayo | 9 de abril  | ¿? |
| Real Santa Cruz  | 0 - 0 (enlace roto disponible en Internet Archive; véase el historial, la primera versión y la última). | Royal Pari            | Juan Carlos Durán           | 10 de abril | ¿? |
| 24 de Septiembre | 0 - 0 (enlace roto disponible en Internet Archive; véase el historial, la primera versión y la última). | Cooper                | Juan Carlos Durán           | 10 de abril | ¿? |
| Libertad         | 3 - 3 (enlace roto disponible en Internet Archive; véase el historial, la primera versión y la última). | Oriente Petrolero "B" | Ramón Tahuichi Aguilera     | 11 de abril | ¿? |
| Ferroviario      | 0 - 2 (enlace roto disponible en Internet Archive; véase el historial, la primera versión y la última). | Calleja               | Ramón Tahuichi Aguilera     | 11 de abril | ¿? |
| Universidad      | 2 - 1 (enlace roto disponible en Internet Archive; véase el historial, la primera versión y la última). | Guabirá               | Juan Carlos Durán           | 14 de mayo  | ¿? |

| Real América          | 5 - 1 (enlace roto disponible en Internet Archive; véase el historial, la primera versión y la última). | Libertad        | Samuel Vaca Jiménez         | 15 de abril | ¿? |
| 24 de Septiembre      | 5 - 3 (enlace roto disponible en Internet Archive; véase el historial, la primera versión y la última). | Ferroviario     | Samuel Vaca Jiménez         | 15 de abril | ¿? |
| El Torno FC           | 4 - 2 (enlace roto disponible en Internet Archive; véase el historial, la primera versión y la última). | Cooper          | Municipal Villa 1.º de Mayo | 23 de abril | ¿? |
| Argentinos Jrs.       | 1 - 0 (enlace roto disponible en Internet Archive; véase el historial, la primera versión y la última). | Universidad     | Municipal Villa 1.º de Mayo | 23 de abril | ¿? |
| Guabirá               | 1 - 2 (enlace roto disponible en Internet Archive; véase el historial, la primera versión y la última). | Destroyers      | Gilberto Parada             | 24 de abril | ¿? |
| Royal Pari            | 2 - 2 (enlace roto disponible en Internet Archive; véase el historial, la primera versión y la última). | Calleja         | Ramón Tahuichi Aguilera     | 25 de abril | ¿? |
| Oriente Petrolero "B" | 2 - 1 (enlace roto disponible en Internet Archive; véase el historial, la primera versión y la última). | Real Santa Cruz | Ramón Tahuichi Aguilera     | 25 de abril | ¿? |

| Real Santa Cruz       | 2 - 0 (enlace roto disponible en Internet Archive; véase el historial, la primera versión y la última). | Calleja          | Juan Carlos Durán           | 30 de abril | ¿? |
| Oriente Petrolero "B" | 0 - 2 (enlace roto disponible en Internet Archive; véase el historial, la primera versión y la última). | Real América     | Juan Carlos Durán           | 30 de abril | ¿? |
| Ferroviario           | 3 - 2 (enlace roto disponible en Internet Archive; véase el historial, la primera versión y la última). | El Torno FC      | Municipal El Torno          | 30 de abril | ¿? |
| Destroyers            | 4 - 1 Archivado el 7 de mayo de 2016 en Wayback Machine.                                                | Argentinos Jrs.  | Municipal La Guardia        | 30 de abril | ¿? |
| Royal Pari            | 3 - 0 Archivado el 7 de mayo de 2016 en Wayback Machine.                                                | 24 de Septiembre | Ramón Tahuichi Aguilera     | 3 de mayo   | ¿? |
| Cooper                | 0 - 4 Archivado el 6 de mayo de 2016 en Wayback Machine.                                                | Universidad      | Ramón Tahuichi Aguilera     | 3 de mayo   | ¿? |
| Libertad              | 0 - 0 (enlace roto disponible en Internet Archive; véase el historial, la primera versión y la última). | Guabirá          | Eduardo Guilarte Montenegro | 17 de mayo  | ¿? |

| Real Santa Cruz  | 0 - 1 Archivado el 6 de mayo de 2016 en Wayback Machine.                                                | Real América          | Juan Carlos Durán           | 7 de mayo  | ¿? |
| 24 de Septiembre | 1 - 2 Archivado el 6 de mayo de 2016 en Wayback Machine.                                                | Calleja               | Municipal Villa 1.º de Mayo | 7 de mayo  | ¿? |
| Argentinos Jrs.  | 5 - 0 Archivado el 6 de mayo de 2016 en Wayback Machine.                                                | Libertad              | Municipal Villa 1.º de Mayo | 7 de mayo  | ¿? |
| Universidad      | 0 - 0 Archivado el 6 de mayo de 2016 en Wayback Machine.                                                | Ferroviario           | Juan Carlos Durán           | 7 de mayo  | ¿? |
| Royal Pari       | 1 - 1 (enlace roto disponible en Internet Archive; véase el historial, la primera versión y la última). | El Torno FC           | Ramón Tahuichi Aguilera     | 9 de mayo  | ¿? |
| Destroyers       | 2 - 1 (enlace roto disponible en Internet Archive; véase el historial, la primera versión y la última). | Cooper                | Ramón Tahuichi Aguilera     | 9 de mayo  | ¿? |
| Guabirá          | 0 - 0 (enlace roto disponible en Internet Archive; véase el historial, la primera versión y la última). | Oriente Petrolero "B" | Gilberto Parada             | 19 de mayo | ¿? |

| 24 de Septiembre      | 0 - 2 (enlace roto disponible en Internet Archive; véase el historial, la primera versión y la última). | Real Santa Cruz | Juan Carlos Durán           | 21 de mayo | ¿? |
| Libertad              | 0 - 2 (enlace roto disponible en Internet Archive; véase el historial, la primera versión y la última). | Cooper          | Juan Carlos Durán           | 21 de mayo | ¿? |
| Oriente Petrolero "B" | 3 - 0 (enlace roto disponible en Internet Archive; véase el historial, la primera versión y la última). | Argentinos Jrs. | Municipal Villa 1.º de Mayo | 21 de mayo | ¿? |
| Calleja               | 1 - 2 (enlace roto disponible en Internet Archive; véase el historial, la primera versión y la última). | El Torno        | Municipal Villa 1.º de Mayo |            | ¿? |
| Real América          | 2 - 0 (enlace roto disponible en Internet Archive; véase el historial, la primera versión y la última). | Guabirá         | Juan Carlos Durán           | 22 de mayo | ¿? |
| Royal Pari            | 2 - 1 (enlace roto disponible en Internet Archive; véase el historial, la primera versión y la última). | Universidad     | Ramón Tahuichi Aguilera     | 23 de mayo | ¿? |
| Ferroviario           | 1 - 3 (enlace roto disponible en Internet Archive; véase el historial, la primera versión y la última). | Destroyers      | Ramón Tahuichi Aguilera     | 23 de mayo | ¿? |

| Guabirá         | 0 - 0 (enlace roto disponible en Internet Archive; véase el historial, la primera versión y la última). | Real Santa Cruz       | Juan Carlos Durán           | 25 de mayo | ¿? |
| Cooper          | 0 - 0 (enlace roto disponible en Internet Archive; véase el historial, la primera versión y la última). | Oriente Petrolero "B" | Eduardo Guilarte Montenegro | 26 de mayo | ¿? |
| El Torno FC     | 3 - 0 (enlace roto disponible en Internet Archive; véase el historial, la primera versión y la última). | 24 de Septiembre      | Municipal El Torno          | 26 de mayo | ¿? |
| Argentinos Jrs. | 1 - 0 (enlace roto disponible en Internet Archive; véase el historial, la primera versión y la última). | Real América          | Municipal Villa 1.º de Mayo | 26 de mayo | ¿? |
| Universidad     | 0 - 2 (enlace roto disponible en Internet Archive; véase el historial, la primera versión y la última). | Calleja               | Eduardo Guilarte Montenegro | 26 de mayo | ¿? |
| Destroyers      | 1 - 0 (enlace roto disponible en Internet Archive; véase el historial, la primera versión y la última). | Royal Pari            | Municipal La Guardia        | 26 de mayo | ¿? |
| Ferroviario     | 2 - 2 (enlace roto disponible en Internet Archive; véase el historial, la primera versión y la última). | Libertad              | Municipal Villa 1.º de Mayo | 26 de mayo | ¿? |

| Real Santa Cruz       | 1 - 1 (enlace roto disponible en Internet Archive; véase el historial, la primera versión y la última). | El Torno FC | Juan Carlos Durán           | 28 de mayo | ¿? |
| Argentinos Jrs.       | 1 - 1 (enlace roto disponible en Internet Archive; véase el historial, la primera versión y la última). | Guabirá     | Municipal Villa 1.º de Mayo | 28 de mayo | ¿? |
| 24 de Septiembre      | 1 - 0 (enlace roto disponible en Internet Archive; véase el historial, la primera versión y la última). | Universidad | Ramón Tahuichi Aguilera     | 28 de mayo | ¿? |
| Real América          | 1 - 2 (enlace roto disponible en Internet Archive; véase el historial, la primera versión y la última). | Cooper      | Ramón Tahuichi Aguilera     | 28 de mayo | ¿? |
| Destroyers            | 2 - 2 (enlace roto disponible en Internet Archive; véase el historial, la primera versión y la última). | Calleja     | Municipal La Guardia        | 28 de mayo | ¿? |
| Oriente Petrolero "B" | 2 - 3 (enlace roto disponible en Internet Archive; véase el historial, la primera versión y la última). | Ferroviario | Municipal Villa 1.º de Mayo | 28 de mayo | ¿? |
| Royal Pari            | 1 - 2 (enlace roto disponible en Internet Archive; véase el historial, la primera versión y la última). | Libertad    | Juan Carlos Durán           | 28 de mayo | ¿? |

| Destroyers      | 2 - 1 (enlace roto disponible en Internet Archive; véase el historial, la primera versión y la última). | 24 de Septiembre      | Municipal La Guardia    | 4 de junio | ¿? |
| Argentinos Jrs. | 0 - 2 (enlace roto disponible en Internet Archive; véase el historial, la primera versión y la última). | Real Santa Cruz       | Juan Carlos Durán       | 9 de junio | ¿? |
| Universidad     | 0 - 3 (enlace roto disponible en Internet Archive; véase el historial, la primera versión y la última). | El Torno FC           | Ramón Tahuichi Aguilera | 9 de junio | ¿? |
| Cooper          | 3 - 0 (enlace roto disponible en Internet Archive; véase el historial, la primera versión y la última). | Guabirá               | Ramón Tahuichi Aguilera | 9 de junio | ¿? |
| Real América    | 1 - 3 (enlace roto disponible en Internet Archive; véase el historial, la primera versión y la última). | Ferroviario           | Juan Carlos Durán       | 9 de junio | ¿? |
| Libertad        | 1 - 3 (enlace roto disponible en Internet Archive; véase el historial, la primera versión y la última). | Calleja               | Municipal El Torno      | 9 de junio | ¿? |
| Royal Pari      | 0 - 1 (enlace roto disponible en Internet Archive; véase el historial, la primera versión y la última). | Oriente Petrolero "B" | Municipal El Torno      | 9 de junio | ¿? |

## Liguilla final

### Tabla de posiciones
| Pos. | Equipo              | Pts. | PJ | PG | PE | PP | GF | GC | Dif. |
| ---- | ------------------- | ---- | -- | -- | -- | -- | -- | -- | ---- |
| 01.º | Destroyers          | 13   | 5  | 4  | 1  | 0  | 9  | 2  | 7    |
| 02.º | Real América        | 10   | 5  | 3  | 1  | 1  | 13 | 6  | 7    |
| 03.º | Argentinos Juniors  | 10   | 5  | 3  | 1  | 1  | 4  | 4  | 0    |
| 04.º | Royal Pari FC       | 4    | 5  | 1  | 1  | 3  | 3  | 7  | −4   |
| 05.º | Oriente Petrolero B | 3    | 5  | 0  | 3  | 2  | 4  | 7  | −3   |
| 06.º | El Torno FC         | 1    | 5  | 0  | 1  | 4  | 5  | 12 | −7   |

|  | Juegan un partido para definir el título. |

#### Evolución de las posiciones
| Equipo / Fecha      | 01 | 02 | 03 | 04 | 05 |
| ------------------- | -- | -- | -- | -- | -- |
| Destroyers          | 5  | 1  | 1  | 1  | 1  |
| Real América        | 3  | 5  | 4  | 3  | 2  |
| Argentinos Juniors  | 4  | 3  | 2  | 2  | 3  |
| Royal Pari FC       | 1  | 2  | 3  | 4  | 4  |
| Oriente Petrolero B | 2  | 4  | 5  | 5  | 5  |
| El Torno FC         | 6  | 6  | 6  | 6  | 6  |

### Resultados
Los horarios son correspondientes al horario de Bolivia (UTC-4).
| Oriente Petrolero "B" | 2 - 2 (enlace roto disponible en Internet Archive; véase el historial, la primera versión y la última). | Real América | Municipal El Torno   | 12 de junio | 13:00 |
| El Torno FC           | 1 - 3 (enlace roto disponible en Internet Archive; véase el historial, la primera versión y la última). | Royal Pari   | Municipal El Torno   | 12 de junio | 15:00 |
| Argentinos Jrs.       | 1 - 1 (enlace roto disponible en Internet Archive; véase el historial, la primera versión y la última). | Destroyers   | Municipal La Guardia | 12 de junio | 15:00 |

| Royal Pari  | 0 - 0 (enlace roto disponible en Internet Archive; véase el historial, la primera versión y la última). | Oriente Petrolero "B" | Municipal El Torno   | 18 de junio | 13:00 |
| Destroyers  | 3 - 0 (enlace roto disponible en Internet Archive; véase el historial, la primera versión y la última). | Real América          | Municipal La Guardia | 18 de junio | 15:00 |
| El Torno FC | 0 - 1 (enlace roto disponible en Internet Archive; véase el historial, la primera versión y la última). | Argentinos Jrs.       | Municipal El Torno   | 18 de junio | 15:00 |

| Oriente Petrolero "B" | 0 - 2 (enlace roto disponible en Internet Archive; véase el historial, la primera versión y la última). | Destroyers  | Municipal La Guardia        | 21 de junio | 15:00 |
| Argentinos Jrs.       | 1 - 0 (enlace roto disponible en Internet Archive; véase el historial, la primera versión y la última). | Royal Pari  | Municipal Villa 1.º de Mayo | 21 de junio | 15:00 |
| Real América          | 4 - 1 (enlace roto disponible en Internet Archive; véase el historial, la primera versión y la última). | El Torno FC | Municipal El Torno          | 21 de junio | 15:00 |

| Argentinos Jrs. | 1 - 0 (enlace roto disponible en Internet Archive; véase el historial, la primera versión y la última). | Oriente Petrolero "B" | Municipal Villa 1.º de Mayo | 25 de junio | 15:00 |
| El Torno FC     | 1 - 2 (enlace roto disponible en Internet Archive; véase el historial, la primera versión y la última). | Destroyers            | Municipal El Torno          | 25 de junio | 15:00 |
| Royal Pari      | 0 - 4 (enlace roto disponible en Internet Archive; véase el historial, la primera versión y la última). | Real América          | Gilberto Parada             | 25 de junio | 15:00 |

| Oriente Petrolero "B" | 2 - 2 (enlace roto disponible en Internet Archive; véase el historial, la primera versión y la última). | El Torno FC     | Samuel Vaca Jiménez  | 2 de julio | 13:00 |
| Real América          | 3 - 0 (enlace roto disponible en Internet Archive; véase el historial, la primera versión y la última). | Argentinos Jrs. | Samuel Vaca Jiménez  | 2 de julio | 15:00 |
| Destroyers            | 1 - 0 (enlace roto disponible en Internet Archive; véase el historial, la primera versión y la última). | Royal Pari      | Municipal La Guardia | 2 de julio | 15:00 |

### Definición del campeonato
| 9 de julio de 2016, 15:00 (UTC-4) | Destroyers                                                     | 1:1 (0:1) (4:5 p.)         | Real América                                                   | Estadio Édgar Peña Gutiérrez, Santa Cruz de la Sierra |                               |
|                                   | Sagredo 46'                                                    | Reporte                    | 21' Cortés                                                     | Árbitro(s): Joaquín Antequera                         | Árbitro(s): Joaquín Antequera |
|                                   |                                                                | Tiros desde el punto penal |                                                                |                                                       |                               |
|                                   | Paz · Sagredo · Vargas · Rodríguez · Tavares · Andersen · Vaca |                            | Rivero · da Silva · Rea · de Souza · Cortés · Parada · Barrios |                                                       |                               |

## Goleador
| Jugador            | Equipo       | Goles |
| ------------------ | ------------ | ----- |
| José "Riki" Cortés | Real América | 24    |